# 구와나성

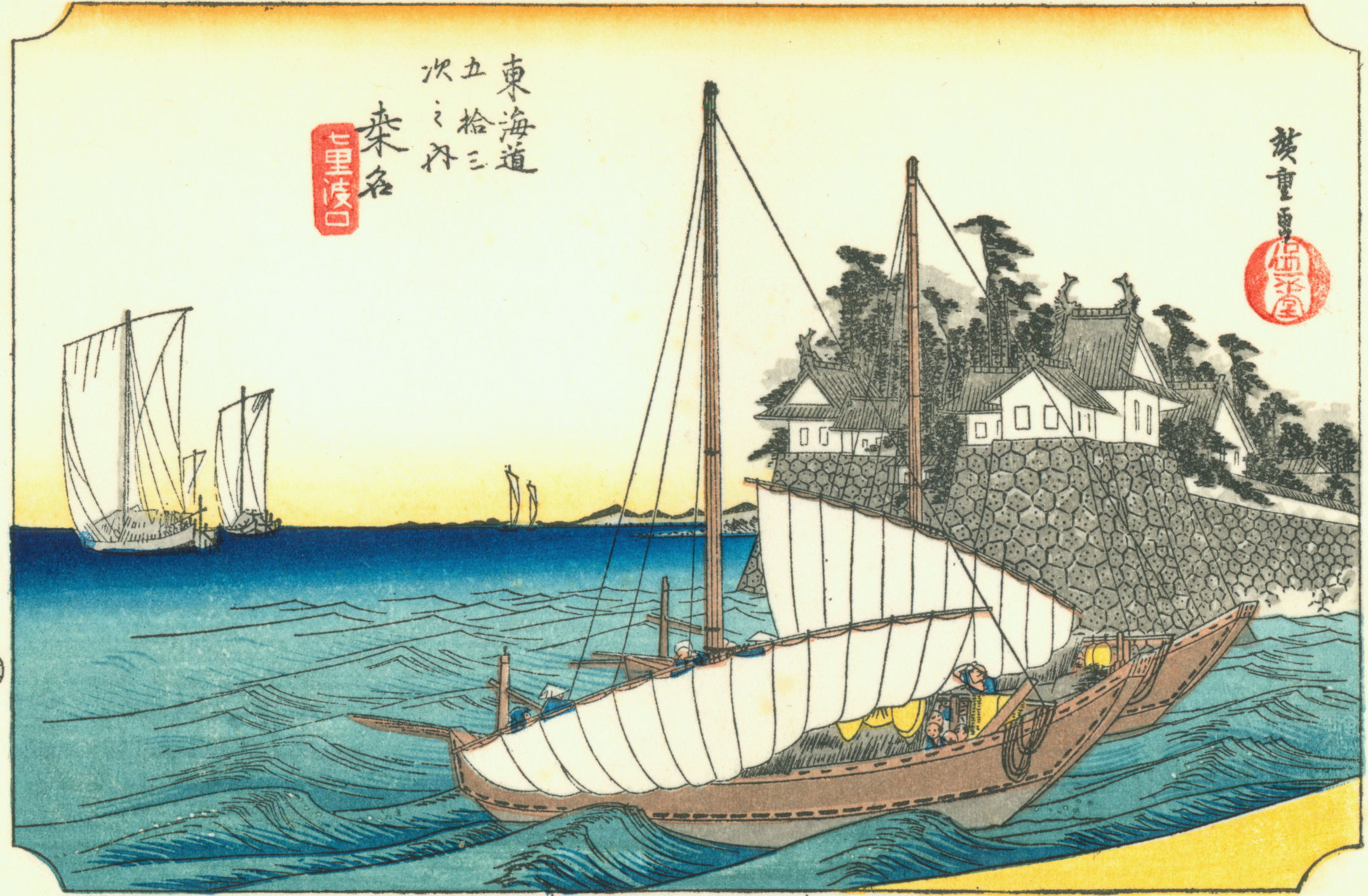
우타가와 히로시게의 작품. 《동해도오십삼차》(東海道五十三次)중 〈구와나〉(桑名)

구와나성(일본어: 桑名城)은 미에현 구와나시에 있는 제곽식 평성이다. 에도 시대에는 구와나번의 번청이 있었다. 도쿠가와 사천왕 중 한 명인 혼다 다다카쓰의 성으로 알려져 있다. 성터는 미에현 사적으로 지정되어 있다.

## 개요
구와나시가 동쪽 끝의 이비강에 접한 수성이다. 성 주변은〈시치리노와타시〉로 불리는 도로가 있어 교통의 요충지에 성이 있다. 이런 탓에 구와나성 주변은 숙박장으로 발달했고, 그림에 소재가 되었다. 일례로 우키요에 화가 우타가와 히로시게의《동해도오십삼차》중〈구와나〉에 구와나성이 그려져 있다.
성의 구조는 혼마루를 중앙에 두고 남쪽에는 니노마루를 동쪽에는 아사히마루를 배치하였으며, 북쪽에는 산노마루를 배치하였다. 그리고, 그 주변을 몇몇 구루와로 둘러싼 제곽식 평성이다. 성의 북에서 동으로는 이비강이 흐르고 있어 천연의 해자로 삼았다.
현재 성터에는 건조물 없이 석벽과 해자만 남아있으며, 규카 공원으로 정비되어 있다. 2003년 국토교통성의 수문통합관리소 건물을 반류 망루 터에 건립해 외관만 복원했다. 2층의 망루 중 1층은 수문관리소로 사용되며, 2층은 구와나 시 관리하의 전망대 겸 자료실로 이용되고 있다.

## 역사

### 가마쿠라 시대~아즈치모모야마 시대
구와나 지역 성이 처음 축성된 것은 1186년 구와나 유키쓰나가 가마쿠라 막부의 명에 의해 쌓은 것이 시작이다. 그 후, 지역 토호들이 동성(東城), 서성(西城), 미사키성(三崎城)을 쌓았고, 구와나 3성으로 불리었다. 구와나성은 동성에 해당되며, 1513년 이토 부자에몬이 거관을 조성한 것이 모태이다. 1574년 오다 노부나가가 이세를 공략한 후, 부장 다키가와 가즈마스가 나가시마성의 성주로 부임하고, 구와나의 여러 성에 가신들을 배치한다. 1576년 다키가와 가즈마스는 가신 핫토리 가즈마사에게 명해 성을 보수하였다. 1583년 시즈가타케 전투의 일환으로 하시바 히데요시에 가담한 오다 노부카쓰와 시바타 가쓰이에에 가담한 오다 노부타카가 싸울 때, 하시바 히데요시의 가신 아마노 가게토시가 수장으로 입성한다. 노부타카가 죽고, 하시바 히데요시와 오다 노부카쓰가 대립하자, 1584년 오다 노부카쓰의 구원에 응해 도쿠가와 이에야스 가담해 고마키·나가쿠테 전투가 벌어진다. 이때 수장으로 사카이 다다쓰구, 이시카와 가즈마사가 입성했다. 이후, 하시바 히데요시에 의해 전투는 종결되었다. 1587년 니와 우지쓰구, 1591년 히토쓰야나기 나오모리가 입성했으며, 성을 개축하였다. 동성에서 구와나 성으로 변모한 것은 이 무렵으로 보고 있다. 1595년 우지이에 유키히로가 성주로 부임한 후, 간베성에서 천수각을 이축해 성을 개수하였다. 1600년 세키가하라 전투에서 유키히로는 이시다 미쓰나리의 서군에 가담하였고, 전후 영지가 몰수되었다. 대신 1601년 도쿠가와 사천왕 중 한 명인 혼다 다다카쓰가 이세 국 구와나번 10만석에 배령되어 입성한다. 이때 구와나 성은 대대적으로 확장 개축되어 4층6계의 천수를 비롯 51기의 망루, 46기의 다몬이 지어졌고, 성하 마을도 정비했다. 이비 강 인접에 성이 있기 때문에 선착장도 정비있었다. 확장공사에 있어 역시 도쿠가와 사천왕 중 한 명인 이이 나오마사도 가신을 동원해 도왔다는 일화가 있다.

### 에도 시대~

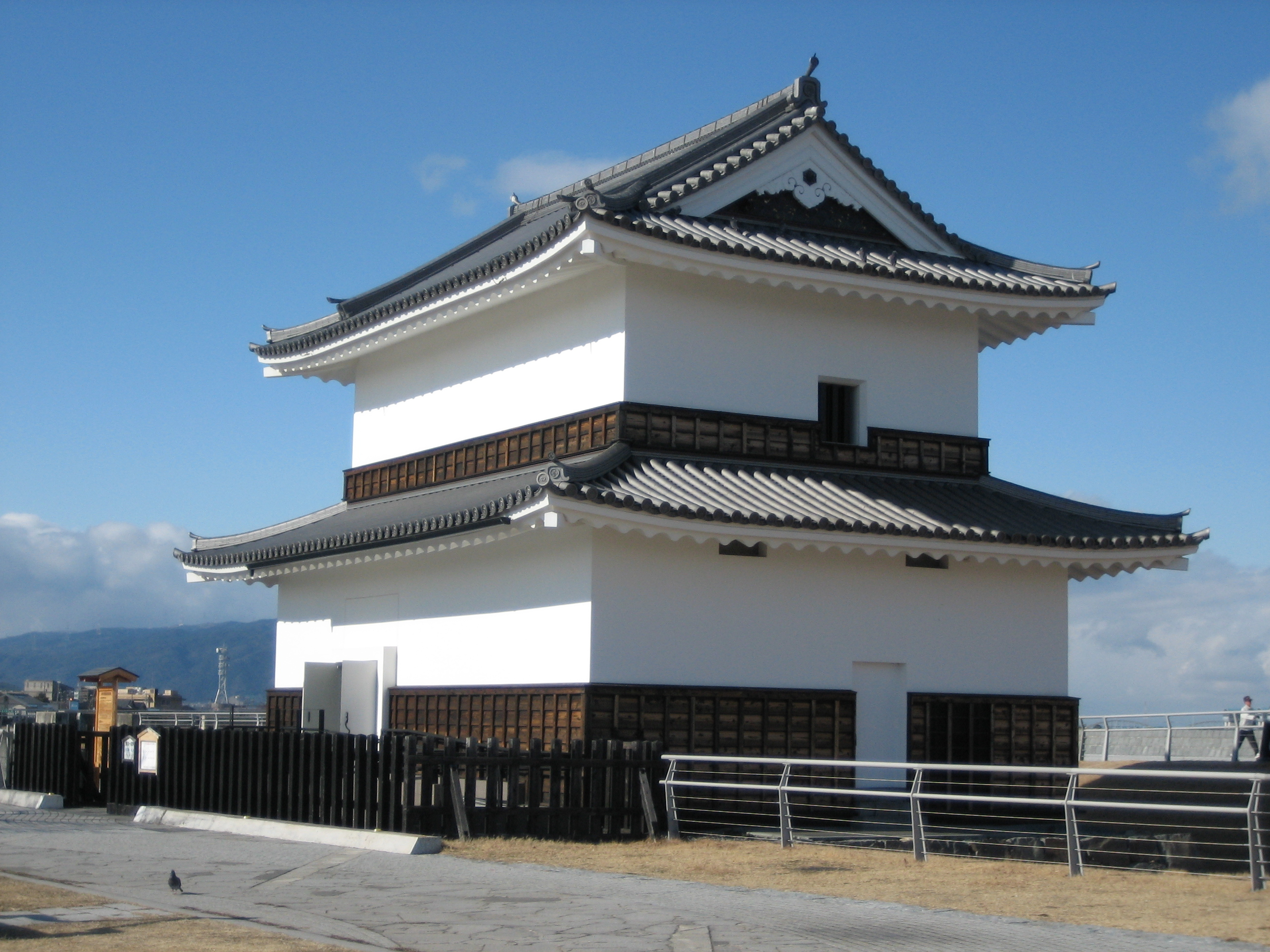
반류 망루

1616년 2대 번주 혼다 다다마사의 아들 혼다 다다토키가 쇼군 도쿠가와 히데타다의 딸 센히메와 결혼하였고, 이로 인해 1617년 다다마사는 하리마국 히메지번으로 가증 이봉되었다. 대신 야마시로국 후시미번에서 마쓰다이라 사다카쓰가 입성한 후, 히사마쓰 마쓰다이라 가문(1617년~1710년, 1823년~1871년), 오쿠다이라 마쓰다이라 가문(1710년 ~ 1823년) 도합 3가문 19대가 성주로 부임한 신판, 후다이 다이묘의 거성이었다.
그 중, 히사마쓰 마쓰다이라 가문 5대 번주 마쓰다이라 사다시게가 성주였을 때인 1701년 구와나 시가지가 대부분 불에 타, 이때 천수도 소실되어 이후 재건되지 않았다.
1823년 오쿠다이라 마쓰다이라 가문이 무사시국 오시번으로 이봉되자, 다시금 히사마쓰 마쓰다이라 가문이 번주로 부임해 입성했고, 이 때, 마쓰다이라 사다쓰나(진코쿠 공)와 마쓰다이라 사다노부(슈코쿠 공)를 기리는 진코쿠슈코쿠 신사를 성내에 건립한다.
4대 번주 마쓰다이라 사다아키가 교토의 치안을 담당하였고, 이는 친형 마쓰다이라 가타모리도 교토 치안을 담당하였기 때문에 형제가 함께 교토의 치안을 담당하게 된다. 대정봉환 후 1868년 도바·후시미 전투에서 패배하여 구 막부군과 함께 에도로 하향했다. 번주 부재인 구와나 성에서는 신정부군에 대항할지 공순의 예를 표할지에 관해 격론이 일어났고, 신사의 제비뽑기에 의해 항전을 결의했지만, 하급번사들의 맹렬한 반대에 부딪혀, 결국 성을 양도 하였다. 이 때, 성에 불을 놓아 항복의 뜻을 전했다.
1928년(쇼와 3년) 혼마루, 니노마루 일대를 규카 공원으로 정비하였고, 1942년(쇼와 17년) 성터는 미에 현 사적에 지정되었다. 2003년(헤세 15년) 수문관리소를 반류 망루로 외관만 복원해 지었다.

## 남아있는 건조물
구와나시내의 료준지(了順寺)의 산문이 구와나 성의 성문으로 알려져 있으며, 현존해 있다. 산노마루 어전은 미에현 미에군 아사히 정의 조센보(浄泉坊)에 이축되어 현재에 이르고 있다. 그 밖에 해자가 일부 남아있으며, 석벽 또한 해안을 따라 현존해 있어 현 사적으로 지정되어 있다.
또, 욧카이치시의 욧카이치 항 건설 때, 구와나 성의 석벽일부를 전용해 방파제를 축조했다. 이 제방은 일명〈시오후키 제방〉으로 불리며, 시오후키(潮吹き)란 물이 뿜어져 나오는 것을 말한다. 제방 위에는 빈 구멍으로 뚫려 있어 파도의 위력을 반감시키도록 설계되어 있다. 현 국가 중요문화재이다. 한편 메이지 정부가 부국강병, 식산흥업정책을 추진한 과정에서 일어난 악행으로 보는 견해도 있다.

## 교통
- JR 도카이 긴테쓰 구와나역 및 산기 철도 니시쿠와나 역에서 하차.
  - 버스로 환승하여〈혼초〉정류장에서 하차, 도로로 3분 소요.

## 주변 문화시설 및 관광명소
- 가조지(海蔵寺)
- 구와나시 박물관
- 규카 공원
- 롯카엔 - 서양식 저택
- 시치리노와타시 - 이비강 하류의 퇴적지
- 요시노마루 커뮤니티 파크 - 혼다 다다카쓰의 동상이 있다.

## 같이 보기
- 간베성 - 간베성의 천수가 구와나성으로 이축되어 남아있다.(간베 망루)